# Passiflora perakensis
Passiflora perakensis är en passionsblomsväxtart som beskrevs av Hallier f.. Passiflora perakensis ingår i släktet passionsblommor, och familjen passionsblomsväxter. Inga underarter finns listade i Catalogue of Life.